# Fist of Legend
Fist of Legend (Jing Wu Ying Xiong) is een Hongkongse martialartsfilm uit 1994 van Gordon Chan met in de hoofdrol Jet Li. De film is een remake van Fist of Fury uit 1972 met Bruce Lee.

## Verhaal
Chen Zhen, een Chinese vechtkunstenaar, verneemt dat zijn leraar Huo Yuanjia is overleden na een gevecht tegen een Japanse karateka. Geschrokken van het slechte nieuws vertrekt hij onmiddellijk naar Shanghai.

## Rolverdeling
| Acteur           | Personage         |
| ---------------- | ----------------- |
| Jet Li           | Chen Zhen         |
| Chin Siu-ho      | Huo Ting-en       |
| Yasuaki Kurata   | Fumio Funakoshi   |
| Shinobu Nakayama | Mitsuko Yamada    |
| Billy Chow       | General Fujita    |
| Jackson Lou      | Ryuichi Akutagawa |
| Paul Chun        | Uncle Nong Jinsun |